# Војвоткиња де Ланже
Војвоткиња де Ланже (фр. La Duchesse de Langeais) је роман француског аутора Онореа де Балзака, први пут објављен  у марту 1834. године под насловом Ne touchez pas la hache у књижевном часопису L'Écho de la Jeune France. Године 1839. појављује се друго издање које садржи романе Ферагус и Војвоткиња де Ланже, који се по први пут наводи под тим насловом. Коначно, 1843. године, објављује се треће издање Прича о тринаесторици, које садржи романе Ферагус, Војвоткиња де Ланже и Златоока девојка објављених у оквиру серијала Људска комедија. Роман посвећен Францу Листу, приказује живот представнице племићке породице из париског предграђа Сен-Жермен. Балзак је инспирацију за роман пронашао у својој неуспелој романси са Лором Жуном.

## Радња
Генерал Арманд де Монриво, ратни херој, заљубљен је у војвоткињу Антоанету де Ланже, кокетну племкињу удату за другог. Она га позива на бал, али на крају одбија његове љубавне понуде и затим нестаје. Уз помоћ моћне групе познате као „Тринаесторица“, која практикује окултну форму масонерије, генерал Монриво проналази војвоткињу у шпанском манастиру, где она живи под именом сестра Тереза. Тамо пристаје да га прими у присуству игуманије, којој даје лажну причу да је он њен брат. Међутим, у последњем тренутку, она признаје своју грешку и своју дуго скривану љубав према генералу. Овај почетак води у дуго ретроспективно казивање, које се враћа у време када је војвоткиња водила другачији живот, живела одвојено од мужа и презирала своје удвараче. Дух „Тринаесторице“ прожима роман, посебно у сцени насиља у којој Монриво, по савету Ронкерола, прети војвоткињи да ће је обележити крстом Лорене усијаним на ватри.